# Szintaxisgráf
A szintaxisgráfok a programnyelvek szintaxisának leírására szolgáló eszközök.
Ismertté  a Pascal programozási nyelv tette, mivel a nyelv szintaxisának leírására hagyományosan ezt használják. A vizuális megjelenítés miatt ezt a módszert gyorsan megkedvelték a mérnökök, és szívesen használták különböző adatátviteli protokollok leírására.